# مسابقه اسب‌دوانی

مسابقهٔ اسب دوانی در آرلینگتون, ۲۰۰۷

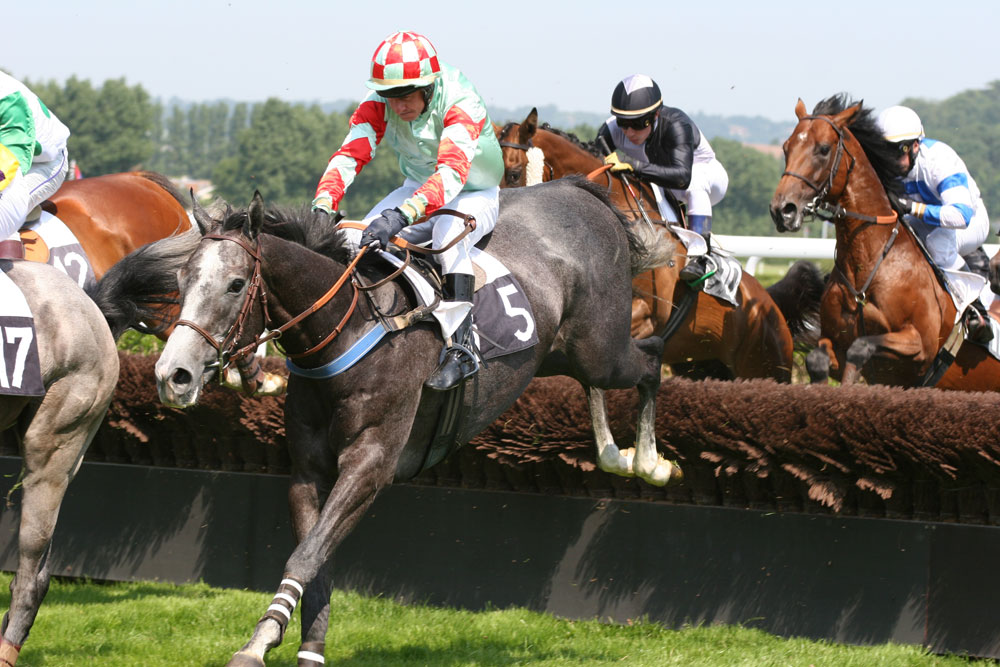
اسب دوانی همراه پرش با مانع

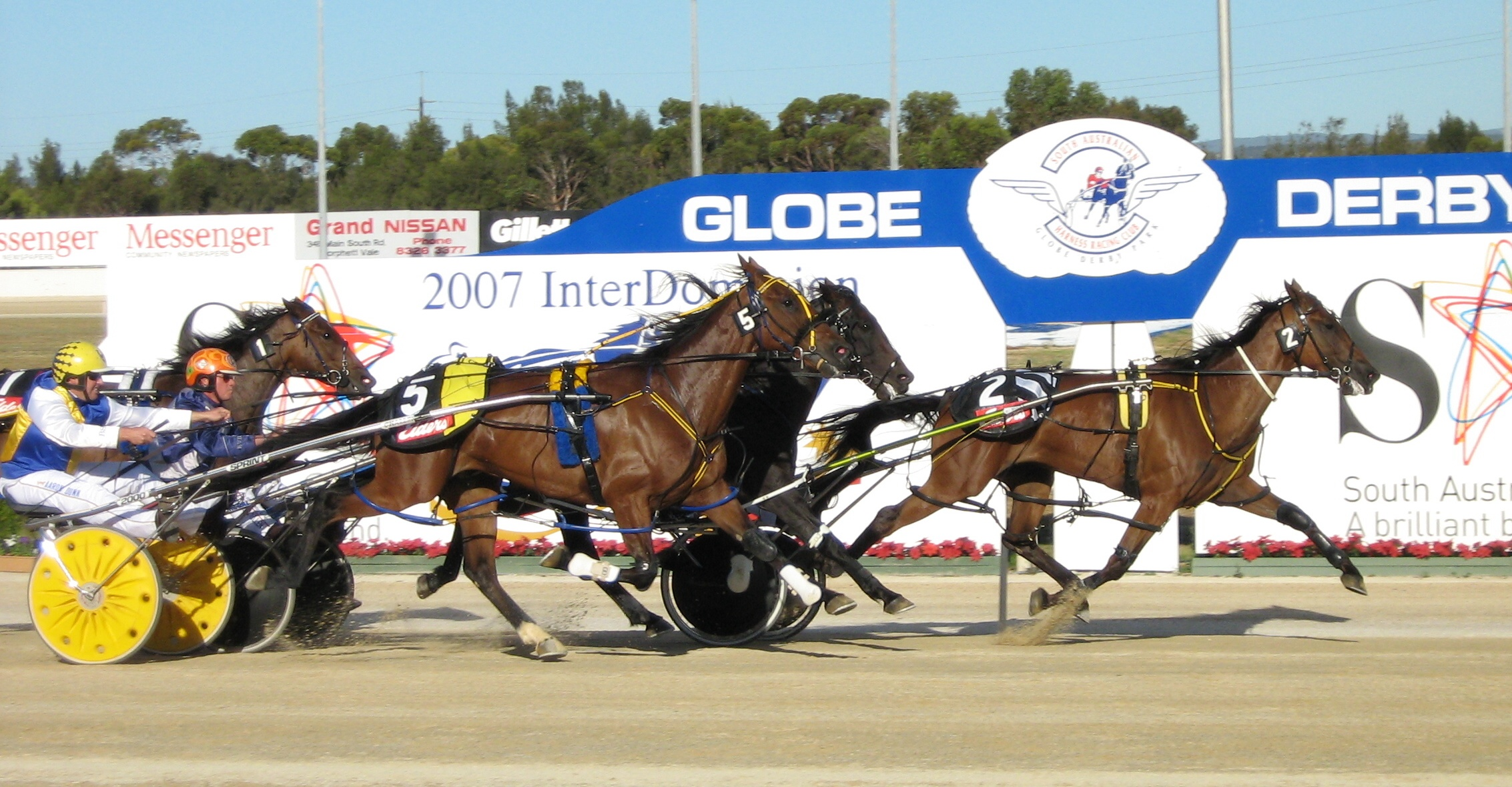

مسابقه اسب‌دوانی یک نوع مسابقهٔ سوارکاری است که قدمت تاریخی دارد. باستان شناسان شواهدی بدست آورده‌اند که نشان می‌دهد این ورزش در  یونان باستان، بابل، مصر و سوریه وجود داشته است. در یونان باستان از حدود ۶۴۸ قبل از میلاد هم مسابقهٔ ارابه رانی و هم سوارکاری برگزار می شده است.